# Pato O’Ward
Pato O’Ward, właśc. Patricio O’Ward Junco (ur. 6 maja 1999 w Monterrey) – meksykański kierowca wyścigowy. Od roku 2020 jeździ w IndyCar Series reprezentując barwy McLaren Arrow SP. Jest mistrzem IMSA SportsCar Championship z 2017 roku, gdzie wygrał 24-godzinny wyścig Daytona. W sezonie 2018 stał się mistrzem Indy Lights. Został wyróżniony tytułem „Rookie of the Year” podczas zawodów Indianapolis 500 w 2020. W 2021 roku został II wicemistrzem IndyCar Series. W 2022 roku zajął drugie miejsce w Indianapolis 500.

## Początki kariery
Urodzony 6 maja 1999 roku w Monterrey w Meksyku, uczęszczał do szkoły w San Antonio w Teksasie. Jest pochodzenia irlandzkiego. Karierę wyścigową rozpoczął w kartingu pod koniec 2005 roku i pozostał w nim do 2012 roku. W 2013 roku brał udział w wyścigach bolidów jednomiejscowych, w LATAM Formula 2000, Formule Renault 1.6 NEC i Pacific Formula F2000. W 2014 roku O’Ward startował we francuskiej Formule 4.
W 2015 roku zadebiutował w Pro Mazda Championship z zespołem Pelfrey. Podczas kolejnego sezonu Meksykanin kontynuował jazdę w Pro Mazda Championship w zespole Pelfrey gdzie udało mu się zdobyć wicemistrzostwo serii. W 2017 roku rywalizował w WeatherTech SportsCar Championship z Performance Tech Motorsports w klasie PC. Pato i jego partnerzy wygrali 24-godzinny wyścig Rolexa w Daytona 2017 i 12-godzinny wyścig Sebring w swojej klasie, co uczyniło go najmłodszym kierowcą, który kiedykolwiek wygrał oba wyścigi. Miał wtedy 17 lat. O’Ward i jego zespół zdobyli mistrzostwo i North American Endurance Cup (NAEC).
W 2018 roku O’Ward podpisał kontrakt z Andretti Autosport, aby wziąć udział w mistrzostwach Indy Lights. Wygrał dziewięć z 17 wyścigów, został wybrany Nowicjuszem Roku i z łatwością zdobył mistrzostwo kierowców.
W maju 2019 roku świeżo upieczony mistrz Indy Lights podpisał kontrakt z Red Bull Junior Team, a w następnym miesiącu został objęty jednorazową umową, aby wziąć udział w rundzie Formuły 2 na Red Bull Ring, zastępując ukaranego Mahaveera Raghunathana i został ogłoszony jako zastępca Dana Ticktuma w Super Formula.
Ze względu na decyzję FIA o przyznaniu mniejszej liczby punktów do super licencji za mistrzostwo w Indy Lights, O’Ward nie był dopuszczony do tego, aby móc ścigać się w Formule 1 w 2020 roku, a tym samym nie zostałby włączony do tamtejszej rodziny Red Bulla. Dzięki dostępnym startom w serii IndyCar Series dr Helmut Marko przyznał 20 latkowi wcześniejsze zwolnienie z kontraktu po trzech rundach Super Formuły.

## IndyCar

### 2018
Dwa tygodnie po zdobyciu tytułu Indy Lights, zadebiutował w IndyCar Series na torze Sonoma Raceway w drugim wyścigu zespołu Harding Racing, gdzie zakwalifikował się jako piąty i zajął dziewiąte miejsce. To łączy go z Davidem Martínezem, jeśli chodzi o najlepszy finisz w debiucie meksykańskiego kierowcy w amerykańskich wyścigach bolidów.

### 2019
W 2019 roku O’Ward miał przenieść się do IndyCar Series w pełnym wymiarze godzin, prowadząc samochód z namalowanym numerem 8 dla Harding Steinbrenner Racing. Jednak kwestie sponsorskie doprowadziły do zwolnienia zawodnika z zespołu 11 lutego 2019 roku
7 marca O’Ward dołączył do Carlina w ramach umowy na pół etatu, w ramach której miał jeździć w 13 wyścigach w sezonie 2019 IndyCar. O’Ward miał przejechać w Carlin 12 wyścigów sezonu, a także zawody Indianapolis 500. O’Ward nie zakwalifikował się do Indy 500 wraz z zespołowym kolegą Maxem Chiltonem. Jednak umowa Red Bulla podpisana w maju z młodym kierowcą pozwoliła mu rywalizować tylko w 8 z 13 wydarzeń, na które pierwotnie podpisał kontrakt. Patricio zajął 26. miejsce w końcowej klasyfikacji punktowej, z najlepszym 8 miejscem na torze Circuit of the Americas.
30 października ogłoszono, że O’Ward powrócił do IndyCar, podpisując umowę z Arrow McLaren SP na sezon 2020.

### 2020
O’Ward miał mocny start 2020 roku, zdobywając pole position i zajmując drugie miejsce w drugim wyścigu na Road America i czwarte w wyścigu w Iowa. Zmierzał do wyścigu Indy 500 będąc na 4. miejscu w klasyfikacji generalnej (zawody odbyły się w sierpniu z powodu pandemii Covid-19). O’Ward zajął szóste miejsce w swoim pierwszym starcie w Indianapolis 500 i zdobył nagrodę Rookie of the Year za swój występ. Następnie zdobył kolejne dwa podia z rzędu na World Wide Technology Raceway. Meksykanin zajął aż 3 miejsce w tabeli przed finiszami na 9. i 11. miejscu na Mid-Ohio Sports Car Course i 22. w Harvest GP, spadł wtedy na piątą lakotę w generalce. Po podpisaniu nowego kontraktu z AMSP, zajął 2 miejsce w finale sezonu w St. Petersburgu i zajął 4 miejsce w końcowej klasyfikacji mistrzostw.

### 2021
Zawodnik z Monterrey kontynuował starty w Arrow McLaren SP w następnym sezonie, współpracując z Felixem Rosenqvistem. O’Ward był pretendentem do tytułu w 2021 roku. Rozpoczął sezon zdobywając swoje pierwsze pole position w karierze podczas otwarcia sezonu w Barber, ale nie był w stanie przekształcić tego w zwycięstwo. O’Ward zajął swoje pierwsze podium w sezonie, zajmując trzecie miejsce w pierwszym wyścigu na torze Texas Motor Speedway i odniósł swoje dziewicze zwycięstwo w IndyCar następnego dnia. Został pierwszym meksykańskim kierowcą, który wygrał wyścig IndyCar od czasu, gdy zrobił to Adrian Fernandez w 2004 roku i pierwszym kierowcą Chevroleta spoza Teamu Penske, któremu udało się wygrać wyścig od 2016 roku.
Po zdobyciu pierwszego zwycięstwa Pato nigdy nie spadł poniżej trzeciego miejsca w klasyfikacji mistrzostw, konsekwentnie odpierając ataki mistrzów serii Josefa Newgardena i Scotta Dixona, jednocześnie ścigając Alexa Palou przez większą część sezonu. Po zakończeniu kampanii w IndyCar wziął udział w posezonowych testach młodych kierowców Formuły 1 w barwach McLarena.

### 2022
Pato O'Ward w 2022 roku zajął drugie miejsce podczas Indianapolis 500. W całych mistrzostwach IndyCar Series zajął 7. pozycję z 480 punktami, w międzyczasie wygrywając dwie rundy. 18 listopada 2022 roku wziął udział w piątkowym treningu Formuły 1 przed Grand Prix Abu Zabi w barwach McLarena w bolidzie Lando Norrisa.

## Wyniki

### Indianapolis 500
| Sezon | Nadwozie | Silnik    | Start | Miejsce | Zespół           |
| ----- | -------- | --------- | ----- | ------- | ---------------- |
| 2019  | Dallara  | Chevrolet | DNQ   | DNQ     | Carlin           |
| 2020  | Dallara  | Chevrolet | 15    | 6       | Arrow McLaren SP |
| 2021  | Dallara  | Chevrolet | 12    | 4       | Arrow McLaren SP |
| 2022  | Dallara  | Chevrolet | 7     | 2       | Arrow McLaren SP |
| 2023  | Dallara  | Chevrolet | 8     | 24      | Arrow McLaren    |

### IndyCar Series
| Rok  | Zespół           | Samochód     | Nr. | Silnik    | 1      | 2      | 3      | 4      | 5      | 6        | 7      | 8      | 9     | 10     | 11     | 12     | 13    | 14     | 15    | 16     | 17    | Ranking | Punkty |
| ---- | ---------------- | ------------ | --- | --------- | ------ | ------ | ------ | ------ | ------ | -------- | ------ | ------ | ----- | ------ | ------ | ------ | ----- | ------ | ----- | ------ | ----- | ------- | ------ |
| 2018 | Harding Racing   | Dallara DW12 | 8   | Chevrolet | STP    | PHX    | LBH    | ALA    | IMS    | INDY     | DET    | DET    | TXS   | RDA    | IOW    | TOR    | MDO   | POC    | GTW   | POR    | SNM 9 | 31      | 44     |
| 2019 | Carlin           | Dallara DW12 | 31  | Chevrolet | STP    | COA 8  | ALA 16 | LBH 12 | IMS 19 | INDY DNQ | DET 14 | DET 11 | TXS   | RDA 17 | TOR    | IOW    | MDO   | POC    | GTW   | POR    | LAG   | 26      | 115    |
| 2020 | Arrow McLaren SP | Dallara DW12 | 5   | Chevrolet | TXS 12 | IMS 8  | ROA 8  | ROA 2  | IOW 4  | IOW 12   | INDY 6 | GTW 3  | GTW 2 | MDO 11 | MDO 9  | IMS 22 | IMS 5 | STP 2  |       |        |       | 4       | 416    |
| 2021 | Arrow McLaren SP | Dallara DW12 | 5   | Chevrolet | ALA 4  | STP 19 | TXS 3  | TXS 1  | IMS 15 | INDY 4   | DET 3  | DET 1  | ROA 9 | MDO 8  | NSH 13 | IMS 5  | GTW 2 | POR 14 | LAG 5 | LBH 27 |       | 3       | 487    |

### Indy Lights
| Rok  | Zespół             | 1     | 2     | 3     | 4      | 5     | 6     | 7      | 8     | 9     | 10    | 11    | 12    | 13    | 14    | 15    | 16    | 17    | Ranking | Punkty |
| ---- | ------------------ | ----- | ----- | ----- | ------ | ----- | ----- | ------ | ----- | ----- | ----- | ----- | ----- | ----- | ----- | ----- | ----- | ----- | ------- | ------ |
| 2017 | Team Pelfrey       | STP 5 | STP 3 | ALA 8 | ALA 15 | IMS   | IMS   | INDY   | ROA   | ROA   | IOW   | TOR   | TOR   | MDO   | MDO   | GMP   | WGL   |       | 15      | 58     |
| 2018 | Andretti Autosport | STP 1 | STP 7 | ALA 1 | ALA 1  | IMS 4 | IMS 7 | INDY 2 | RDA 2 | RDA 4 | IOW 1 | TOR 1 | TOR 2 | MDO 1 | MDO 1 | GTW 3 | POR 1 | POR 1 | 1       | 491    |

### IMSA WeatherTech SportsCar Championship
| Rok  | Uczestnik                    | Klasa | Samochód    | Silnik                 | 1     | 2      | 3     | 4     | 5     | 6     | 7     | 8     | 9   | 10  | Ranking | Punkty |
| ---- | ---------------------------- | ----- | ----------- | ---------------------- | ----- | ------ | ----- | ----- | ----- | ----- | ----- | ----- | --- | --- | ------- | ------ |
| 2017 | Performance Tech Motorsports | PC    | Oreca FLM09 | Chevrolet LS3 6.2 L V8 | DAY 1 | SEB 1  | COA 1 | DET 1 | WAT 1 | MOS 1 | ELK 1 | PET 3 |     |     | 1       | 283    |
| 2018 | Performance Tech Motorsports | P     | Oreca 07    | Gibson GK428 4.2 L V8  | DAY 8 | SEB 13 | LBH   | MDO   | DET   | WGL   | MOS   | ELK   | LGA | PET | 41      | 41     |

### Pro Mazda Championship
| Rok  | Zespół       | 1     | 2      | 3     | 4     | 5     | 6     | 7     | 8      | 9     | 10    | 11    | 12    | 13    | 14    | 15     | 16     | 17    | Ranking | Punkty |
| ---- | ------------ | ----- | ------ | ----- | ----- | ----- | ----- | ----- | ------ | ----- | ----- | ----- | ----- | ----- | ----- | ------ | ------ | ----- | ------- | ------ |
| 2015 | Team Pelfrey | STP 4 | STP 14 | LOU 4 | LOU C | BAR 5 | BAR 7 | IMS 6 | IMS 10 | IMS 5 | LOR 7 | TOR 2 | TOR 3 | IOW 3 | MOH 7 | MOH 6  | LAG 18 | LAG 6 | 6       | 250    |
| 2016 | Team Pelfrey | STP 1 | STP 2  | BAR 1 | BAR 1 | IMS 1 | IMS 1 | LOR 1 | ROA 4  | ROA 4 | TOR 9 | TOR 2 | MOH 7 | MOH 4 | LAG 1 | LAG 10 | LAG 6  |       | 2       | 393    |